# 神吉正一
神吉 正一（かんき しょういち、1897年（明治30年）1月5日 - 1964年（昭和39年）8月17日）は、日本の外交官。満州国総務庁次長。蒙古聯合自治政府最高顧問。

## 経歴
東京府出身。1920年（大正9年）、東京帝国大学法学部独法科を卒業し、高等試験行政科に合格。外務事務官、奉天領事館三等書記官、イギリス大使館附、外務省亜細亜局第一課長心得などを務めた。
1932年（昭和7年）、満州国外交部理事官に転じ、同政務司長、総務次長、総務庁次長、外務局次長、同長官、弘報処長、民生部次長、間島省長を歴任した。
その後、蒙古聯合自治政府総務庁長、蒙古聯合自治政府最高顧問を務めた。

## 栄典・授章・授賞
- 1937年（昭和12年）2月23日 - 勲四等瑞宝章・昭和六年乃至九年事変従軍記章[4]